# Pedro León Torres
Pedro León de la Trinidad de la Torre y Arrieche (Carora, 25 de junio de 1788-Yacuanquer, 22 de agosto de 1822) fue un militar venezolano durante las Guerras de Independencia Hispanoamericana. 

## Biografía
Nacido en Arenales, población cercana a Carora, se unió a la causa republicana en 1810 junto a sus seis hermanos llamados “Los Siete Infantes de Lara” o “Los siete Macabeos de la Independencia” (llamados Asisclo, Bruno, Francisco José, Miguel María, Bernardino Antonio y Juan Bautista). Era hijo de Juan Francisco José Félix de La Torre y Urrieta y de Juana Francisca de la Luz de Arrieche y Ocampo.
El paso por Carora del Ejército Expedicionario del Marqués del Toro, cuando se dirigía a invadir a la Provincia de Coro que se había declarado en rebeldía contra la Junta Suprema de Caracas al declararse la independencia, permite a Pedro León Torres junto con sus hermanos incorporarse a este movimiento, el cual fracasa. De regreso a su ciudad de origen, se le nombró Capitán de la Compañía de Arenales y Atarigua, posteriormente al intentar sofocar la deserción del Indio Vargas fue hecho prisionero y enviado a Puerto Rico en 1812, trasladado a Venezuela para enjuiciarlo fue puesto en libertad al año siguiente. Muertos su padre y madre, sus bienes fueron confiscados por la corona. Al iniciar el coronel Simón Bolívar la Campaña Admirable en 1813, los hermanos Torres se unen a sus tropas participando en diversos combates y batallas como Niquitao, Los Taguanes, San Mateo, Los Horcones, Araure y la Primera Batalla de Carabobo. Cuando la segunda república cae en la batalla de La Puerta, el joven Pedro León emigró a la Nueva Granada junto con los restos del ejército patriota al mando del general Rafael Urdaneta. Ya ostentaba el grado de comandante.
Bajo el mando de Bolívar venció en Bogotá al dictador Álvarez en diciembre de 1814. Participó en el  asedio de Cartagena de Indias en defensa del fuerte San Felipe pero irremisiblemente la plaza es tomada por las fuerzas realistas al mando del general Morillo en diciembre de 1815. Logra romper el cerco y huye a Jamaica y Haití. Con la ayuda del presidente haitiano Alejandro Petión los patriotas al mando de Bolívar organizan la Expedición de Los Cayos en 1816 con la finalidad de liberar a Venezuela. Tras el fracaso en Ocumare de la Costa formó parte de la Retirada de los Seiscientos con Gregor MacGregor y Carlos Soublette. En 1817 en la Batalla de San Félix, fue ascendido a General de Brigada por Manuel Piar, formando parte, posteriormente como vocal del tribunal de guerra que lo condenó a muerte en Angostura. Fue nombrado Gobernador de las Fortalezas de Guayana al ocupar los patriotas esa zona y Diputado al Congreso de Angostura en 1819. En 1822 fue nombrado por Bolívar Jefe del Ejército del Sur, cuerpo destacado para someter Popayán y la enconada resistencia de los habitantes de San Juan de Pasto. Durante las campañas del Sur sirvió bajo el mando de Simón Bolívar, quien le encomendó durante la batalla de Bomboná que atacara a los realistas antes de que estos se posicionaran ventajosamente en la cima de una colina. Torres entendió mal la orden y al regresar Bolívar y observar que los españoles habían ocupado la posición mientras las fuerzas de Torres almorzaban enfurecido lo llamó indigno de servir a la patria y lo relevó del mando, rompiéndole la espada. Torres arrebatándole el fusil a un soldado exclamó que si no podía servir como un General le permitiera hacerlo como soldado. El Libertador le devolvió su mando entregándole su propia espada, Torres comandó a los batallones que atacaron frontalmente sufriendo grandes bajas y siendo él mismo herido y tomado prisionero por los españoles. Murió meses después por sus heridas en un hospital realista en Yacuanquer.
El Libertador al enterarse dijo: «Con la muerte de Pedro León Torres hemos perdido un compañero digno de nuestro amor; el ejército un soldado de gran mérito y la República, uno de sus hijos de esperanzas para el día de la paz». En reconocimiento a su labor, el municipio más extenso del estado Lara, cuna de su nacimiento, lleva su apellido: El municipio Torres de Carora.

## “Los Siete Infantes de Lara” o “Los Siete Macabeos de la Independencia”
Los seis hermanos del general Torres integrantes de  “Los Siete Infantes de Lara” o “Los Siete Macabeos de la Independencia”  que ofrecieron sus vidas por la emmancipación nacional fueron:
El Comandante Juan Asisclo (1783-1813) murió a los treinta años en la Puerta de Bobare; el Teniente Coronel Bruno del Rosario (1785-1820) deja de existir a los treinta y cinco años en la Campaña de Guayana; el Coronel Francisco José del Rosario ( 1790-1850) único sobreviviente de este proceso; el Capitán Miguel María (1793-1814) a los veintiún años muere en el Asedio de Santafé de Bogotá; Bernardino Antonio (1796-1814) a los dieciocho años es fusilado por los realistas cerca de Sarare y Juan Bautista (1789-1814) a los veinticinco años pierde la vida en el Asalto a Barquisimeto. 